# Chalcis transvaalensis
Chalcis transvaalensis är en stekelart som beskrevs av Cameron 1911. Chalcis transvaalensis ingår i släktet Chalcis och familjen bredlårsteklar. Inga underarter finns listade i Catalogue of Life.